# Heinrich Hellwege
Heinrich Peter Hellwege (ur. 18 sierpnia 1908 w Neuenkirchen, zm. 4 października 1991 tamże) – niemiecki polityk, działacz Deutsche Partei (DP) i Unii Chrześcijańsko-Demokratycznej (CDU), minister spraw federalnych i stanowych (1949–1955), a w latach 1955–1959 premier Dolnej Saksonii.

## Życiorys
Po ukończeniu w 1926 Gymnasium Athenaeum w Stade, odbył przyuczenie do zawodu handlowca, a następnie pracował jako kupiec w Hamburgu. W 1933 roku przejął po ojcu firmę zajmującą się wyrobami chemicznymi w swoim rodzinnym mieście. W czasach narodowego socjalizmu działał w antyhitlerowskim ruchu oporu tzw. Bekennende Kirche oraz Ruchu Wolnościowym Dolnej Saksonii. Podczas II wojny światowej służył w Luftwaffe.
Po wojnie założył Niedersächsische Landespartei (NLP), która następnie przekształciła się w Deutsche Partei (DP). W latach 1945–1946 był członkiem rady miejskiej Neuenkirchen i rady powiatu Stade, a w 1946 został deputowanym do parlamentu landowego Hanoweru, gdzie kierował grupą parlamentarną NLP. W latach 1946–1948 był członkiem Rady Doradczej w brytyjskiej strefie okupacyjnej, a w 1947 roku został wybrany na jej wiceprzewodniczącego. Od 1947 do 1952 był posłem do Landtagu Dolnej Saksonii i przewodniczącym grupy parlamentarnej DP. W latach 1947–1961 był także federalnym przewodniczącym DP.
W wyborach do Bundestagu w 1949 zdobył mandat deputowanego. W tym samym roku został mianowany ministrem w I rządzie Konrada Adenauera.  26 maja 1955 zrezygnował z stanowiska w rządzie federalnym i tego samego dnia został wybrany na premiera kraju związkowego Dolna Saksonia. Po wyborach landowych w 1959 ustąpił z urzędu. W październiku 1961 wstąpił do CDU (opuścił partię w styczniu 1979). Do 1963 roku sprawował mandat deputowanego do dolnosaksońskiego landtagu, po czym wycofał się z aktywności politycznej.